# Front pour la libération du Golan
Le Front de libération du Golan est une organisation de guérilla nationaliste syrienne créée par la Syrie en juillet 2006, peu après la guerre du Liban de 2006, considérée par la Syrie comme une victoire du Hezbollah sur Israël. Son objectif est de reprendre le plateau du Golan à Israël par une campagne militaire. Cette force est entraînée par le Hezbollah, qui à son tour a été entraîné par l'Iran. Elle est composée de centaines de volontaires syriens et de réfugiés palestiniens vivant dans la région de Damas.